# Ioan Gruffudd
Ioan Gruffudd (ur. 6 października 1973 w Cardiff) – walijski aktor filmowy i telewizyjny.

## Życiorys

### Wczesne lata
Urodził się w Cardiff, w hrabstwie Glamorgan, w Walii jako najstarsze dziecko i pierworodny syn pary nauczycieli – Petera i Gillian Gruffuddów. Ma młodsze rodzeństwo: brata Aluna (ur. 1975) i siostrę Siwan (ur. 1980).
Mając 12 lat pojawił się w telewizyjnym filmie Austin, a dwa lata później w walijskiej operze mydlanej BBC Ludzie Valley (Pobol y Cwm, 1987). Oprócz aktorstwa zainteresował się muzyką. Przez siedem lat grał na oboju w South Glamorgan Youth Orchestra.

### Kariera
W latach 1992–1995 studiował w prestiżowej Royal Academy of Dramatic Art (RADA) w Londynie. Pierwszą rolę na angielskim srebrnym ekranie otrzymał w remake'u telewizyjnym Poldark (1996). Zadebiutował na kinowym ekranie rolą kochanka Oscara Wilde’a w dramacie biograficznym Wilde. Historia pisarza (1997). Pierwszą rolą hollywoodzką była postać piątego oficera Harolda Lowe w światowej sławy melodramacie Jamesa Camerona Titanic (1997).
Stał się znany ze swego zaangażowania i niezwykle starannego przygotowywania ról, na potrzeby filmu Solomon i Gaenor (1999) nauczył się języka jidisz.
Znaczną popularność i uznanie wśród telewidzów i krytyków zdobył jako inteligentny i wrażliwy oficer Horatio Hornblower, który musi podejmować bardzo trudne decyzje, bohater serii książkowych C.S. Forestera w telefilmach A&E Hornblower (1998, 1999, 2001, 2003), za którą w 1999 roku na festiwalu programów audiowizualnych w Biarritz otrzymał nagrodę Złota FIPA (Festival International de Programmes Audiovisuels). Krytyka oceniła wysoko jego występ w roli Pipa, który początkowo żyje w stabilnym środowisku, lecz wkrótce doświadcza pewnego rodzaju niezadowolenia, które motywuje ją do działania w telewizyjnym dramacie BBC opartym na książce Charlesa Dickensa' Wielkie nadzieje (Great Expectations, 1999).
Pojawił się jako elegancki klient w teledysku do covera „Uptown Girl” (2001) zespołu Westlife z udziałem Claudii Schiffer, Tima McInnerny i Jamesa Wilby. W filmie science-fiction Fantastyczna Czwórka (Fantastic Four, 2005) wystąpił jako Reed Richards, a w serialu ITV Kłamstwa (2017) jako Andrew Earlham.

## Życie prywatne
14 września 2007 ożenił się ze swoją przyjaciółką Alice Evans, którą poznał na planie filmu 102 Dalmatyńczyki (102 Dalmatians, 2000). Zamieszkali w Los Angeles. Mają dwie córki - Ellę Betsi Janet (ur. 2009) i Elsie Marigold (ur. 2013). W styczniu 2021 Evans ogłosiła separację. 1 marca 2021 Gruffudd złożył pozew o rozwód. 14 lutego 2022 Gruffudd złożył wniosek o zakaz zbliżania się Evans do niego, powołując się na przemoc domową. Obejmowało to ochronę jego dziewczyny Bianki Wallace.

## Filmografia

### Filmy fabularne
- 1997: Wilde. Historia pisarza (Wilde) jako John Gray
- 1997: Titanic jako Piąty Oficer Harold Godfrey Lowe
- 1999: Solomon i Gaenor (Solomon and Gaenor) jako Solomon Levinsky
- 2000: Ostatni raz (Shooters) jako Freddy GunsLevinsky
- 2000: Spotkanie z Jezusem (The Miracle Maker, animowany) jako Jezus Chrystus (głos)
- 2000: 102 Dalmatyńczyki (102 Dalmatians) jako Kevin
- 2001: Duża mała Ania (Very Annie Mary) jako Hob
- 2001: Odzyskać spokój (Happy Now) jako sierżant Max Bracchi
- 2001: W innym życiu (Another Life) jako Freddy Bywaters
- 2001: Helikopter w ogniu (Black Hawk Down) jako John Beales
- 2002: Zgromadzenie (The Gathering) jako Dan
- 2003: Życie dziewczyn (This Girl's Life) jako Daniel
- 2003: Inny świat (Y Mabinogi) jako król Bendigeidfran (głos)
- 2004: Król Artur (King Arthur) jako Lancelot
- 2005: Małe rzeczy (The Little Things) jako Simon
- 2005: Fantastyczna Czwórka (Fantastic Four) jako Reed Richards/Pan Fantastic
- 2006: The TV Set jako Richard McCallister
- 2006: Głos wolności (Amazing Grace) jako William Wilberforce
- 2007: Fantastyczna Czwórka: Narodziny Srebrnego Surfera (Fantastic Four and the Silver Surfer) jako Reed Richards / Pan Fantastic
- 2008: Tajemnica Rajskiego Wzgórza (Secret of Moonacre) jako sir Banjamin
- 2011: Sanctum 3D (Sanctum) jako Carl
- 2011: Przybrany syn (Foster) jako Alec
- 2015: San Andreas jako Daniel Riddick

### Telewizja
| Rok       | Tytuł                                                                          | Rola                                                      | Uwagi                                                                                               |
| --------- | ------------------------------------------------------------------------------ | --------------------------------------------------------- | --------------------------------------------------------------------------------------------------- |
| 1986      | Austin                                                                         | Dafydd                                                    | |
| 1987      | Pobol y Cwm                                                                    | Gareth Wyn Harries                                        | 1 odcinek                                                                                           |
| 1995      | A Relative Stranger                                                            | Nigel Fraiman                                             | film telewizyjny                                                                                    |
| 1996      | Poldark                                                                        | Jeremy Poldark                                            | Pilot                                                                                               |
| 1997      | A Mind to Kill                                                                 | Karl Stranger                                             | odcinek 2x06 Strange Territory                                                                      |
| 1998      | Hornblower: Równe szanse (Hornblower: The Even Chance)                         | Horatio Hornblower                                        | |
| 1998      | Hornblower: Egzamin na porucznika (Hornblower: The Examination for Lieutenant) | Horatio Hornblower                                        | |
| 1999      | Love in the 21st Century                                                       | Jack                                                      | odcinek 1x04 Masturbation                                                                           |
| 1999      | Warriors                                                                       | porucznik John Feeley                                     | główna rola                                                                                         |
| 1999      | Hornblower: Księżna i diabeł (Hornblower: The Duchess and the Devil)           | Horatio Hornblower                                        | główna rola                                                                                         |
| 1999      | Hornblower: Żaby i homary (Hornblower: The Frogs and the Lobsters)             | Horatio Hornblower                                        | główna rola                                                                                         |
| 1999      | Wielkie nadzieje (Great Expectations)                                          | Pip                                                       | główna rola                                                                                         |
| 2001      | Hornblower: Bunt (Hornblower: Mutiny)                                          | Horatio Hornblower                                        | główna rola                                                                                         |
| 2001      | Hornblower: Odwet (Hornblower: Retribution)                                    | Horatio Hornblower                                        | główna rola                                                                                         |
| 2002      | Man and Boy                                                                    | Harry Silver                                              | film telewizyjny                                                                                    |
| 2002      | Saga rodu Forsyte’ów                                                           | Phillip Bosinney                                          | miniserial; główna rola                                                                             |
| 2003      | Hornblower: Lojalność (Hornblower: Loyalty)                                    | Horatio Hornblower                                        | główna rola                                                                                         |
| 2003      | Hornblower: Obowiązek (Hornblower: Duty)                                       | Horatio Hornblower                                        | główna rola                                                                                         |
| 2004      | Century City                                                                   | Lukas Gold                                                | 9 odcinków                                                                                          |
| 2005      | Liga Sprawiedliwych bez granic                                                 | Cudotwórca / Scott Free / Komputer                        | dubbing; odcinek 4x02 The Ties That Bind                                                            |
| 2006–2010 | Amerykański tata                                                               | Ciemnowłosy mężczyzna / Medyk                             | dubbing; odcinki It's Good to Be the Queen (2006), An Incident at Owl Creek (2010)                  |
| 2008      | The Meant to Be's                                                              | Mężczyzna                                                 | film telewizyjny                                                                                    |
| 2010–2012 | Głowa rodziny                                                                  | Mężczyzna / narrator z National Geographic / książę Karol | dubbing; odcinki: The Splendid Source (2010), Seahorse Seashell Party (2011), Viewer Mail #2 (2012) |
| 2010      | Ben 10: Obca potęga                                                            | Devin Levin / Robot                                       | dubbing; odcinek 3x18 Vendetta                                                                      |
| 2010      | Batman: Odważni i bezwzględni                                                  | Armor/Red Ryan                                            | dubbing; odcinek 2x03 Revenge of the Reach!                                                         |
| 2011–2012 | Ringer                                                                         | Andrew Martin                                             | główna rola                                                                                         |
| 2011      | Night of the Hurricane                                                         | Narrator                                                  | |
| 2012      | The British                                                                    | Narrator                                                  | |
| 2013      | Poniedziałki na chirurgii                                                      | dr Stewart Delaney                                        | odcinek 1x08 Truth or Consequences                                                                  |
| 2013      | Castle                                                                         | Erik Vaughn                                               | odcinek 5x22 The Squab and the Quail                                                                |
| 2013      | Nie ma lekko                                                                   | Nolan Powers                                              | odcinek 3x04 Snap Out of It                                                                         |
| 2013      | Glee                                                                           | Paolo San Pablo                                           | odcinek 5x01 Love, Love, Love odcinek 5x05 The End of Twerk                                         |
| 2014      | Under Milk Wood                                                                | Mog Edwards                                               | film telewizyjny                                                                                    |
| 2014–2015 | Forever                                                                        | dr Henry Morgan                                           | główna rola                                                                                         |
| 2017–2020 | Kłamstwa                                                                       | Andrew Earlham                                            | główna rola                                                                                         |